# St. Simon und Judas (Rohda)

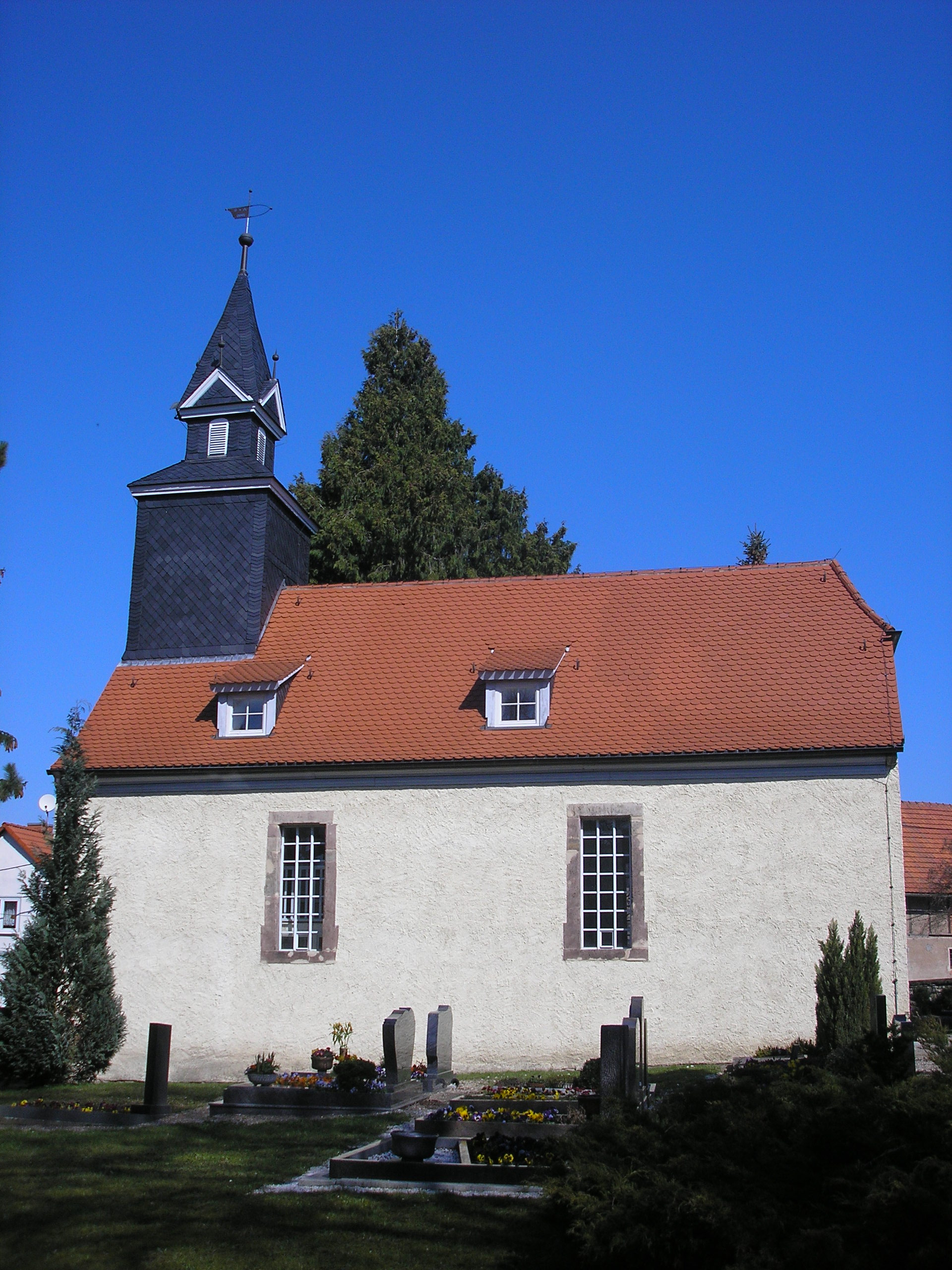
Die Kirche

Die evangelische Dorfkirche St. Simon und Judas steht im Ortsteil Rohda der Thüringischen Landeshauptstadt Erfurt. Die Gemeinde gehört zum Kirchengemeindeverband Klettbach im Kirchenkreis Weimar der Evangelischen Kirche in Mitteldeutschland.

## Geschichte
An Stelle der Kirche stand bis 1711 eine Kapelle. Sie wurde abgerissen und die Kirche aufgebaut. Der Bau wurde 1755 vollendet.

## Architektur
Die schlichte Barockkirche ist mit einer Doppelempore sowie einem Kanzelaltar mit der Inschrift: „Folget mir nach“ ausgestattet. Die vom Erfurter Orgelbauer Johann Georg Schröter (1683–1747) geschaffene Orgel wurde wegen Bauarbeiten ausgelagert; ein Wiederaufbau war bisher nicht möglich. Die Sanierung von Balken und Mauerwerk außen und innen wurde 1990 abgeschlossen. Eine Erneuerung des Fassadenanstrichs erfolgte 2023.